# 耶日·安德热耶夫斯基
耶日·安德热耶夫斯基（波蘭語： 1909年8月19日—1983年8月14日）波兰作家，作品多涉及在道德上有争议性的话题，如战争时期的背叛、犹太人和奥斯维辛。他的小说《灰烬与钻石》等曾被改编为同名电影。